# 味府神社
味府神社（あじふじんじゃ）は、大阪府摂津市別府に鎮座する神社。

## 祭神
- 天照皇大神・天児屋根命・菅原道真

## 歴史
もと宮地にあり、鰺生（あじふ）の宮と称し、天照大神・若一王子・八幡大神を祀る。
- 延暦4年（785年）神崎川を改修する際、天照大神を現在地に祀り、若一王子を一津屋の味生神社に、八幡大神を新在家の八幡宮に移して三社となる。
- 延元年間（1336年 - 1339年）に社号を味府と改める。
- 明治5年（1872年）、村社に列す。
- 明治23年（1890年）、社殿を焼失し、翌年再建す。
- 大正元年（1912年）11月、神饌幣帛料供進社に指定される。

## 交通アクセス
- 阪急京都本線 正雀駅より南へ徒歩17分。